# Issor
Issor – miejscowość i gmina we Francji, w regionie Nowa Akwitania, w departamencie Pireneje Atlantyckie.
Według danych na rok 1990 gminę zamieszkiwało 240 osób, a gęstość zaludnienia wynosiła 10 osób/km² (wśród 2290 gmin Akwitanii Issor plasuje się na 938. miejscu pod względem liczby ludności, natomiast pod względem powierzchni na miejscu 402.).